# Босански-Петровац (община)
Община Босански-Петровац (босн. и хорв. Opština Bosanski-Petrovac, серб. Општина Босански-Петровац), с 31 октября 1992 по 15 сентября 1995 называлась просто Петровац — боснийская община в составе Федерации Боснии и Герцеговины, расположенная в западной части Боснии и Герцеговины. Административным центром является город Босански-Петровац.

## Населённые пункты
Бара, Бьелай, Бьелайски-Ваганац, Босански-Петровац, Бравско, Бравски-Ваганац, Брестовац, Буковача, Бунаре, Бусие, Ведро-Поле, Воченица, Врановина, Врточе, Добро-Село, Янила, Ясеновац, Каплюх, Кленовац, Колунич, Крня-Ела, Крнеуша, Ластве, Мали-Стиеняни, Медено-Поле, Орашко-Брдо, Оштрель, Подсрнетица, Пркоси, Рашиновац, Ревеник, Рисовац, Скакавац, Смоляна, Сувая, Цимеше.